# Lasioglossum vagans
Lasioglossum vagans is een vliesvleugelig insect uit de familie Halictidae. De wetenschappelijke naam van de soort is voor het eerst geldig gepubliceerd in 1857 door Smith.